# 冰雪奇缘获奖名单
《冰雪奇緣》是2013年一部由華特迪士尼動畫工作室製作及由华特迪士尼影片發行的電腦動畫电影。由克里斯·巴克及珍妮佛·李執導，後者兼任編劇，監製則為彼得·德維寇。 電影講述無所畏懼的安娜公主踏上旅程尋找她的姊姊——艾莎，因後者的魔法使她們的王國被永恆的嚴冬所覆蓋。
《冰雪奇緣》於2013年11月19日在好莱坞的埃尔卡皮坦劇院首映，並於同年11月27日在北美洲超過3700家電影院上映，首周末收穫6740萬美圓名列第二位，並以1.5億美元的預算在全球賺得總值12億的票房收入。 評論網站爛番茄收集的187条评论中，89％給予正面評價。
《冰雪奇緣》囊括各項獎項及提名，大部分屬「最佳动画」類別，電影原聲帶——尤其是《Let It Go》——亦受廣泛認可。《冰雪奇緣》在第86屆奧斯卡金像獎贏得最佳動畫片獎，並以《Let It Go》贏得最佳原創歌曲獎，因而成為首部獲得前者的華特迪士尼動畫工作室動畫電影。電影亦獲得金球獎最佳動畫長片、英國電影學院獎最佳動畫長片、廣播影評人協會最佳動畫長片、最佳歌曲及五項安妮獎（包括安妮獎最佳動畫長片），並在卫星奖及數個評論家團體獲得類似的提名。

## 獎項和提名
| 獎項                                            | 獎項              | 獎項                                                                   | 獎項                                                                                        | 獎項       |
| 獎項                                            | 頒獎日期          | 類別                                                                   | Recipients and nominees                                                                     | 結果       |
| ----------------------------------------------- | ----------------- | ---------------------------------------------------------------------- | ------------------------------------------------------------------------------------------- | ---------- |
| 奥斯卡金像奖                                    | 2014年3月2日      | 最佳動畫長片                                                           | 克里斯·巴克、珍妮佛·李和彼得·德維寇                                                         | 獲獎       |
| 奥斯卡金像奖                                    | 2014年3月2日      | 最佳原創歌曲                                                           | 《Let It Go》 由克里斯汀·安德生-洛佩兹和罗伯特·洛佩兹填詞和作曲                             | 獲獎       |
| 非裔美籍影評人協會獎                            | 2013年12月13日    | 最佳動畫長片                                                           |                                                                                             | 獲獎       |
| 女性电影记者联盟獎                              | 2013年12月19日    | 最佳動畫長片                                                           | 克里斯·巴克和珍妮佛·李                                                                      | 提名       |
| 女性电影记者联盟獎                              | 2013年12月19日    | 最佳女導演                                                             | 珍妮佛·李                                                                                   | 提名       |
| 女性电影记者联盟獎                              | 2013年12月19日    | 最佳女編劇                                                             | 珍妮佛·李                                                                                   | 提名       |
| 女性电影记者联盟獎                              | 2013年12月19日    | 最佳動畫女角色                                                         | 安娜（克莉絲汀·貝爾）                                                                       | 獲獎       |
| 女性电影记者联盟獎                              | 2013年12月19日    | 最佳動畫女角色                                                         | 艾莎（伊迪娜·曼佐）                                                                         | 提名       |
| 美國剪輯工會獎                                  | 2014年2月7日      | 最佳動畫剪接                                                           | Jeff Draheim                                                                                | 獲獎       |
| 安妮獎                                          | 2014年2月1日      | 最佳動畫長片                                                           |                                                                                             | 獲獎       |
| 安妮獎                                          | 2014年2月1日      | 最佳動畫角色                                                           | Tony Smeed                                                                                  | 提名       |
| 安妮獎                                          | 2014年2月1日      | 最佳動畫角色設計                                                       | Bill Schwab                                                                                 | 提名       |
| 安妮獎                                          | 2014年2月1日      | 最佳動畫導演                                                           | 克里斯·巴克和珍妮佛·李                                                                      | 獲獎       |
| 安妮獎                                          | 2014年2月1日      | 最佳動畫音樂                                                           | 罗伯特·洛佩兹、克里斯汀·安德生-洛佩兹和克里斯托弗·贝克                                      | 獲獎       |
| 安妮獎                                          | 2014年2月1日      | 最佳動畫製作設計獎                                                     | Michael Giaimo, Lisa Keene, David Womersley                                                 | 獲獎       |
| 安妮獎                                          | 2014年2月1日      | Storyboarding in an Animated Feature Production                        | John Ripa                                                                                   | 提名       |
| 安妮獎                                          | 2014年2月1日      | 最佳動畫配音                                                           | 乔什·盖德 聲演小白                                                                          | 獲獎       |
| 安妮獎                                          | 2014年2月1日      | 最佳動畫編劇                                                           | 珍妮佛·李                                                                                   | 提名       |
| 安妮獎                                          | 2014年2月1日      | 最佳動畫剪接                                                           | Jeff Draheim                                                                                | 提名       |
| 奥斯汀影评人协会獎                              | 2013年12月17日    | 最佳動畫長片                                                           |                                                                                             | 獲獎       |
| 波士顿在线影评人协会獎                          | 2013年12月7日     | 最佳動畫長片                                                           | 與《風起》並列第一名                                                                        | 並列第一名 |
| 波士頓影評人協會獎                              | 2013年12月8日     | 最佳動畫長片                                                           |                                                                                             | 亞軍       |
| 英国电影学院奖                                  | 2014年2月16日     | 最佳動畫長片                                                           | 克里斯·巴克和珍妮佛·李                                                                      | 獲獎       |
| 芝加哥影评人协会獎                              | 2013年12月16日    | 最佳動畫長片                                                           |                                                                                             | 提名       |
| 美國電影音響協會獎                              | 2014年2月22日     | Outstanding Achievement in Sound Mixing for Motion Pictures – Animated | Gabriel Guy, David E. Fluhr, Casey Stone, Mary Jo Lang                                      | 獲獎       |
| 评论家选择奖                                    | 2014年1月16日     | 最佳動畫長片                                                           |                                                                                             | 獲獎       |
| 评论家选择奖                                    | 2014年1月16日     | 最佳原創歌曲                                                           | 《Let It Go》 由克里斯汀·安德生-洛佩兹和罗伯特·洛佩兹填詞和作曲                             | 獲獎       |
| 达拉斯—沃斯堡影评人协会獎                       | 2013年12月16日    | 最佳動畫長片                                                           |                                                                                             | 獲獎       |
| 丹佛影评人协会獎                                | 2014年1月13日     | 最佳動畫長片                                                           |                                                                                             | 獲獎       |
| 丹佛影评人协会獎                                | 2014年1月13日     | 最佳原創歌曲                                                           | 《Let It Go》 由克里斯汀·安德生-洛佩兹和罗伯特·洛佩兹填詞和作曲                             | 獲獎       |
| 丹佛影评人协会獎                                | 2014年1月13日     | 最佳原創配樂                                                           | 克里斯托弗·贝克                                                                             | 提名       |
| Dorian Awards                                   | 2014年1月21日     | Visually Striking Film of the Year                                     |                                                                                             | 提名       |
| 迪拜國際電影節                                  | 2013年12月13日    | Emirates NBD People's Choice Award                                     | 克里斯·巴克和珍妮佛·李                                                                      | 獲獎       |
| 佛罗里达影评人协会獎                            | 2013年12月18日    | 最佳動畫長片                                                           |                                                                                             | 獲獎       |
| 乔治亚影评人协会獎                              | 2014年1月10日     | 最佳動畫長片                                                           |                                                                                             | 獲獎       |
| 乔治亚影评人协会獎                              | 2014年1月10日     | 最佳原創歌曲                                                           | 《Let It Go》 由克里斯汀·安德生-洛佩兹和罗伯特·洛佩兹填詞和作曲                             | 提名       |
| 金球獎                                          | 2014年1月12日     | 最佳動畫長片                                                           |                                                                                             | 獲獎       |
| 金球獎                                          | 2014年1月12日     | 最佳原創歌曲                                                           | 《Let It Go》 由克里斯汀·安德生-洛佩兹和罗伯特·洛佩兹填詞和作曲                             | 提名       |
| 葛萊美獎                                        | 2015年2月8日      | 最佳影視歌曲                                                           | 《Let It Go》 由克里斯汀·安德生-洛佩兹和罗伯特·洛佩兹填詞和作曲                             | 獲獎       |
| 葛萊美獎                                        | 2015年2月8日      | 最佳影視配樂                                                           | 克里斯多福·貝克                                                                             | 提名       |
| 葛萊美獎                                        | 2015年2月8日      | 最佳影視原聲帶                                                         | 冰雪奇緣                                                                                    | 獲獎       |
| 金番茄獎                                        | 2014年1月9日      | 最佳動畫長片                                                           |                                                                                             | 獲獎       |
| 休斯顿影评人协会獎                              | 2013年12月15日    | 最佳動畫長片                                                           |                                                                                             | 獲獎       |
| 休斯顿影评人协会獎                              | 2013年12月15日    | 最佳原創歌曲                                                           | 《Let It Go》 由克里斯汀·安德生-洛佩兹和罗伯特·洛佩兹填詞和作曲                             | 提名       |
| 雨果奖                                          | 2014年8月17日     | 最佳長篇戲劇表現                                                       |                                                                                             | 提名       |
| 印第安纳电影记者协会獎                          | 2013年12月19日    | 最佳動畫長片                                                           |                                                                                             | 獲獎       |
| International 3D Society's Creative Arts Awards | 2014年1月28日     | 最佳3D動畫長片                                                         |                                                                                             | 獲獎       |
| International 3D Society's Creative Arts Awards | 2014年1月28日     | Best Stereography – Animation                                          |                                                                                             | 獲獎       |
| 爱荷华影评人协会                                | 2014年1月10日     | 最佳動畫長片                                                           |                                                                                             | 獲獎       |
| 堪萨斯影评人协会獎                              | 2013年12月15日    | 最佳動畫長片                                                           | 與神偷奶爸2並列第一名                                                                       | 並列第一名 |
| 尼克频道儿童选择奖                              | 2014年3月29日     | 最喜歡的動畫長片                                                       |                                                                                             | 獲獎       |
| 拉斯维加斯影评人协会獎                          | 2013年12月18日    | 最佳動畫長片                                                           |                                                                                             | 獲獎       |
| Made-in-Hollywood Awards                        | 2014年2月13日     |                                                                        | 與《疯狂原始人》和《雲端情人》並列第一名                                                    | 獲獎       |
| 美國電影音效剪輯師協會獎                        | 2014年2月16日     | 最佳動畫片音樂剪輯                                                     |                                                                                             | 提名       |
| 美國電影音效剪輯師協會獎                        | 2014年2月16日     | 最佳音樂片音樂剪輯                                                     |                                                                                             | 獲獎       |
| 紐約影評人協會獎                                | 2013年12月3日     | 最佳動畫長片                                                           |                                                                                             | 亞軍       |
| 北德克萨斯影评人协会獎                          | 2014年1月7日      | 最佳動畫長片                                                           |                                                                                             | 獲獎       |
| 俄克拉荷马影评人协会獎                          | 2014年1月7日      | 最佳動畫長片                                                           |                                                                                             | 獲獎       |
| 在线影评人协会獎                                | December 16, 2013 | 最佳動畫長片                                                           |                                                                                             | 提名       |
| 人民选择奖                                      | 2014年1月8日      | 年終最喜愛電影                                                         |                                                                                             | 提名       |
| 凤凰城影评人协会獎                              | 2013年12月17日    | 最佳動畫長片                                                           |                                                                                             | 獲獎       |
| 凤凰城影评人协会獎                              | 2013年12月17日    | 最佳原創歌曲                                                           | 《Let It Go》 由克里斯汀·安德生-洛佩兹和罗伯特·洛佩兹填詞和作曲                             | 獲獎       |
| 凤凰城影评人协会獎                              | 2013年12月17日    | 最佳原創配樂                                                           | 克里斯托弗·贝克                                                                             | 獲獎       |
| 美國製片人工會獎                                | 2014年1月19日     | Outstanding Producer of Animated Theatrical Motion Pictures            | 彼得·德維寇                                                                                 | 獲獎       |
| 聖地牙哥影評人協會獎                            | 2013年12月11日    | 最佳動畫長片                                                           |                                                                                             | 提名       |
| 旧金山影评人协会獎                              | 2013年12月15日    | 最佳動畫長片                                                           |                                                                                             | 獲獎       |
| 卫星奖                                          | 2014年2月23日     | 最佳電影，動畫或混合媒體                                               |                                                                                             | 提名       |
| 卫星奖                                          | 2014年2月23日     | 最佳原創歌曲                                                           | 《Let It Go》 由克里斯汀·安德生-洛佩兹和罗伯特·洛佩兹填詞和作曲                             | 提名       |
| 土星獎                                          | 2014年6月26日     | 最佳動畫長片                                                           |                                                                                             | 獲獎       |
| 土星獎                                          | 2014年6月26日     | 最佳劇本                                                               | 珍妮佛·李                                                                                   | 提名       |
| 东南影评人协会獎                                | 2013年12月16日    | 最佳動畫長片                                                           |                                                                                             | 獲獎       |
| 圣路易斯影评人协会獎                            | 2013年12月16日    | 最佳動畫長片                                                           |                                                                                             | 獲獎       |
| 圣路易斯影评人协会獎                            | 2013年12月16日    | 最佳原聲帶                                                             |                                                                                             | 亞軍       |
| 多伦多影评人协会獎                              | 2013年12月17日    | 最佳動畫長片                                                           |                                                                                             | 提名       |
| UK Regional Critics' Film Awards                | 2014年1月29日     | 最佳動畫長片                                                           |                                                                                             | 獲獎       |
| 犹他影评人协会獎                                | 2013年12月20日    | 最佳動畫長片                                                           |                                                                                             | 獲獎       |
| 視覺效果協會獎                                  | 2014年2月12日     | 最佳動畫長片                                                           | 克里斯·巴克、珍妮佛·李、彼得·德維寇和Lino Di Salvo                                          | 獲獎       |
| 視覺效果協會獎                                  | 2014年2月12日     | 最佳動畫長片CG動畫角色                                                 | 艾莎（Alexander Alvarado, Joy Johnson, Chad Stubblefield, Wayne Unten）                     | 獲獎       |
| 視覺效果協會獎                                  | 2014年2月12日     | 最佳動畫長片CG環境設計                                                 | 艾莎的冰雪宮殿（Virgilio John Aquino, Alessandro Jacomini, Lance Summers, David Womersley） | 獲獎       |
| 視覺效果協會獎                                  | 2014年2月12日     | 最佳動畫長片模擬動畫效果                                               | 艾莎製造的暴風雪（Eric W. Araujo, Marc Bryant, Dong Joo Byun, Tim Molinder）                | 獲獎       |
| 华盛顿特区影评人协会獎                          | 2013年12月9日     | 最佳動畫長片                                                           |                                                                                             | 獲獎       |
| 华盛顿特区影评人协会獎                          | 2013年12月9日     | 最佳原創配樂                                                           | 克里斯托弗·贝克                                                                             | 提名       |
| 女性影評人協會獎                                | 2013年12月16日    | 最佳動畫女角色                                                         |                                                                                             | 獲獎       |

## 另見
- 2013年電影列表

## 條目注釋
1. ↑  部分獎項有多位獲獎者，其中有排序區分。此類情況將按獲獎來統計。

## 外部連結
- 互联网电影数据库（IMDb）上《冰雪奇緣 獲獎名單》的资料（英文）